# Josef Lindskog
Josef Gabriel Lindskog, född 9 maj 1885 i Stockholm, död 1964, var en svensk målare.
Lindskog studerade vid Althins målarskola och vid Konsthögskolan i Stockholm 1912-1917 och han deltog även i skolans etsningskurs. Separat ställde han ut på Olsens konstsalong i Göteborg 1944 och medverkade i samlingsutställningar med Sveriges allmänna konstförening. Hans konst består av blomsterstilleben, porträtt, figurkompositioner och landskap. Lindskog är representerad vid Svenska föreningen i Buenos Aires och Moderna museet i Stockholm.